# Pinilla (Chinchilla de Montearagón)
Pinilla es una pedanía perteneciente al municipio de Chinchilla de Montearagón, en Albacete (España).
Está situada junto a la CM-3214, al sureste de Chinchilla de Montearagón. Según el Instituto Nacional de Estadística, tiene una población de 7 habitantes (2022).